# Паломохіно
Паломо́хіно (рос. Паломохино) — село у складі Мурашинського району Кіровської області, Росія. Входить до складу Мурашинського сільського поселення.
Населення становить 405 осіб (2010, 464 у 2002).
Національний склад станом на 2002 рік — росіяни 98 %.